# Lotta ai XV Giochi del Mediterraneo
I tornei di Lotta ai XIV Giochi del Mediterraneo si sono svolti dal 26 al 1º luglio 2005 presso la Huércal de Almería Sports Hall di Almería, in Spagna. Il programma ha previsto 18 tornei, 14 maschili (7 di lotta greco-romana e 7 di lotta libera) e 4 femminili (tutti di lotta libera).

## Podi

### Uomini
| Evento                   | Oro                    | Argento                           | Bronzo                                 |
| Lotta libera             |                        |                                   |                                        |
| fino a 55 kg (dettagli)  | Francisco Sánchez      | Firas Al-Rifaei                   | Ramazan Demir Hamza Fatah              |
| fino a 60 kg (dettagli)  | Hasan Madani           | Tevfik Odabaşı                    | Didier Païs Valerios Kogouasvili       |
| fino a 66 kg (dettagli)  | Vadim Guigolaev        | Mazen Kadmani                     | Levent Kaleli Walid Hasab an-Nabi      |
| fino a 74 kg (dettagli)  | Theodosios Pavlidis    | Fahrettin Özata                   | Rachid Ben Ali Salvatore Rinella       |
| fino a 84 kg (dettagli)  | Serhat Balcı           | Lazaros Loizidis                  | Anthony Fasugba Mahmud as-Sajjid Ahmad |
| fino a 96 kg (dettagli)  | Hakan Koç              | Vincent Aka-Akesse                | Aftandil Ksantopulos Salih Imara       |
| fino a 120 kg (dettagli) | Aydın Polatçı          | Hiszam Abd al-Wahhab Abd al-Mumin | Francesco Miano-Petta Akil Kahli       |
| Lotta greco-romana       |                        |                                   |                                        |
| fino a 55 kg (dettagli)  | Kristijan Fris         | Muhammad Mustafa Abu al-Ila       | Erkan Dündar Vicente Lillo             |
| fino a 60 kg (dettagli)  | Aszraf al-Gharabili    | Davor Štefanek                    | Uğur Tüfenk Zakaria Al-Nashid          |
| fino a 66 kg (dettagli)  | Selçuk Çebi            | Moisés Sánchez                    | Tiziano Corriga Yaser Salih            |
| fino a 74 kg (dettagli)  | Mahmut Altay           | Ahmad Muhammad Abd as-Sadik       | José Alberto Recuero Christophe Guénot |
| fino a 84 kg (dettagli)  | Muhammad Abd al-Fattah | Serkan Özden                      | Mélonin Noumonvi Umar Basz Hanba       |
| fino a 96 kg (dettagli)  | Karam Dżabir           | Jeorjos Kutsiumbas                | Mehmet Özal Radomir Petković           |
| fino a 120 kg (dettagli) | Ksenofon Kutsiumbas    | Yekta Yılmaz Gül                  | Rocco Ficara Jasir Sakr                |

### Donne
| Evento                  | Oro                 | Argento            | Bronzo                          |
| Lotta libera            |                     |                    |                                 |
| fino a 48 kg (dettagli) | Fani Psata          | Anne Deluntsch     | Sahar Salim                     |
| fino a 51 kg (dettagli) | Vanessa Boubryemm   | Zeynep Yildirim    | María Serrano Francine De Paola |
| fino a 55 kg (dettagli) | Anna Gomis          | Minerva Montero    | Sofia Pumburidu                 |
| fino a 59 kg (dettagli) | Diletta Giampiccolo | Sebastiana Jiménez | Audrey Prieto Evangeli Chrysi   |

## Medagliere
La nazione ospitante è evidenziata.
| Posizione | Paese               | Oro | Argento | Bronzo | Totale |
| --------- | ------------------- | --- | ------- | ------ | ------ |
| 1         | Turchia             | 5   | 5       | 5      | 15     |
| 2         | Egitto              | 4   | 3       | 5      | 12     |
| 3         | Francia             | 3   | 2       | 6      | 11     |
| 4         | Grecia              | 3   | 2       | 4      | 9      |
| 5         | Spagna              | 1   | 3       | 3      | 8      |
| 6         | Serbia e Montenegro | 1   | 1       | 1      | 3      |
| 7         | Italia              | 1   | 0       | 6      | 8      |
| 8         | Siria               | 0   | 2       | 3      | 5      |
| 9         | Tunisia             | 0   | 0       | 1      | 1      |
| Totale    | Totale              | 18  | 18      | 34     | 70     |